# Dominique Mamberti

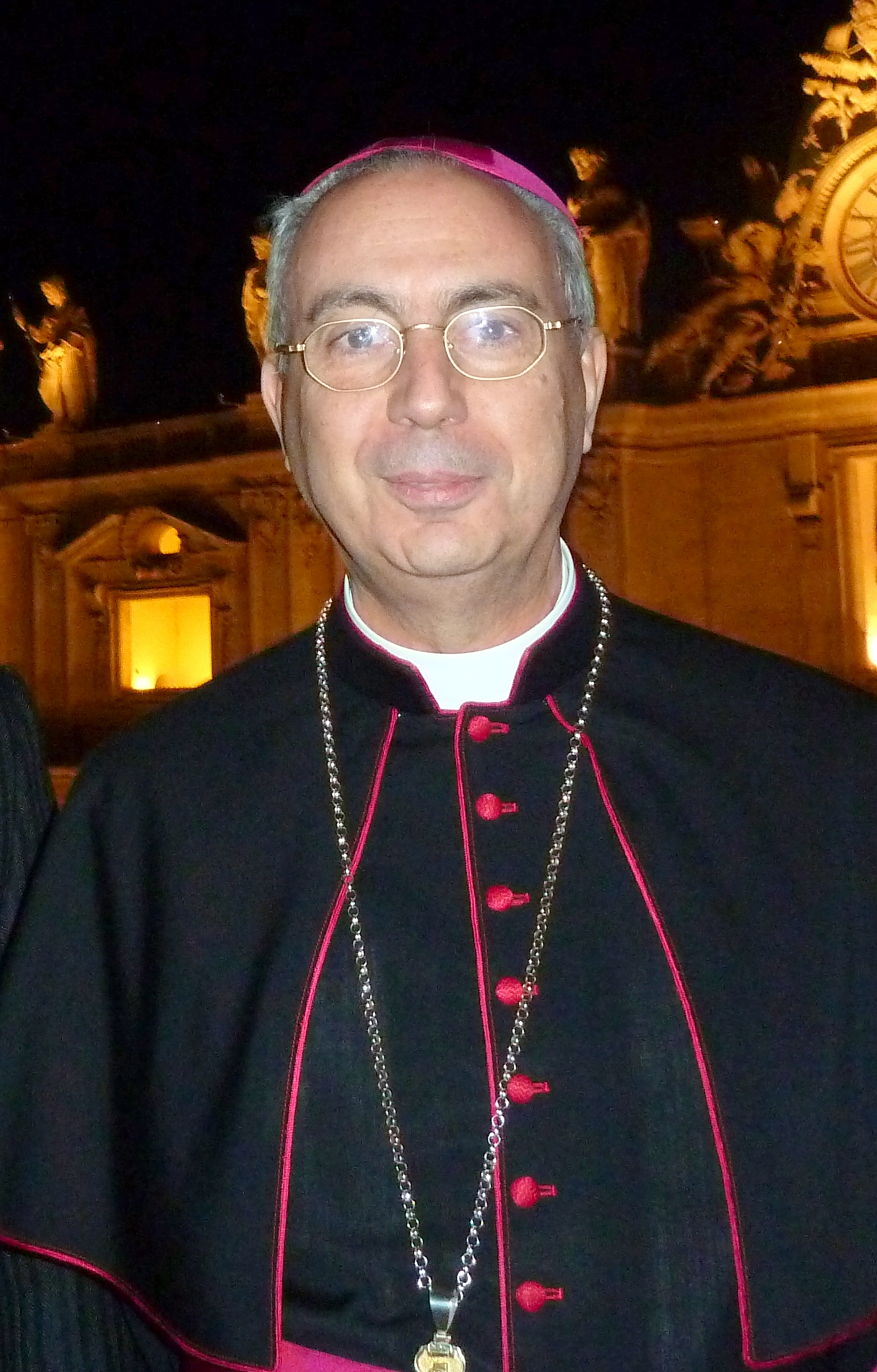
Erzbischof Dominique Mamberti (2010)

Wappen von Dominique Kardinal Mamberti mit dem Wahlspruch Ihr sollt meine Zeugen sein (Apg 1)

Dominique François Joseph Kardinal Mamberti (* 7. März 1952 in Marrakesch, Marokko) ist ein französischer Geistlicher, Diplomat des Heiligen Stuhls und Kurienkardinal. Seit Oktober 2024 ist er Kardinalprotodiakon der römisch-katholischen Kirche.

## Leben
Dominique Mamberti wuchs auf Korsika auf und empfing nach dem Studium der Katholischen Theologie und Philosophie am 20. September 1981 das Sakrament der Priesterweihe für das Bistum Ajaccio. Am 1. März 1986 trat er in den diplomatischen Dienst des Heiligen Stuhls ein und wirkte zunächst in der Päpstlichen Vertretung in Algerien, später bei der ständigen Vertretung des Heiligen Stuhls bei der UNO in New York, im Libanon und in der Sektion für die Beziehungen mit den Staaten des Staatssekretariats. Am 21. März 1987 verlieh ihm Papst Johannes Paul II. den Ehrentitel Kaplan Seiner Heiligkeit.
Am 18. Mai 2002 wurde er zum Apostolischen Nuntius im Sudan und zum Apostolischen Delegaten in Somalia sowie zum Titularerzbischof von Sagona ernannt. Die Bischofsweihe spendete ihm Kardinalstaatssekretär Angelo Sodano am 3. Juli desselben Jahres; Mitkonsekratoren waren der Sekretär der Kongregation für die Evangelisierung der Völker, Erzbischof Robert Sarah, und der Bischof von Ajaccio, André Lacrampe IdP. Am 19. Februar 2004 wurde Erzbischof Mamberti Apostolischer Nuntius in Eritrea.
Papst Benedikt XVI. ernannte ihn am 15. September 2006 zum Nachfolger von Giovanni Lajolo als Sekretär für die Beziehung mit den Staaten. In diesem Amt des „Außenministers des Vatikans“ bestätigte ihn Papst Franziskus am 31. August 2013.
Am 8. November 2014 ernannte ihn Papst Franziskus zum Kardinalpräfekten der Apostolischen Signatur. Im Konsistorium vom 14. Februar 2015 nahm ihn Franziskus als Kardinaldiakon mit der Titeldiakonie Santo Spirito in Sassia in das Kardinalskollegium auf.
Anlässlich einer Tagung des Comitato Papa Pacelli, eines Komitees, das sich mit dem Wirken von Papst Pius XII. befasst, erklärte Kardinal Mamberti Anfang März 2017, dass „das wahre Gesicht des Pacelli-Papstes“ ein ganz anderes sei als „jenes, das die ‚Schwarze Legende‘ über ihn verbreiten wollte.“
Nach dem Tod von Kardinalprotodiakon Renato Raffaele Martino am 28. Oktober 2024 folgte ihm Mamberti als Kardinalprotodiakon nach. Beim Konklave 2025 verkündete er in dieser Funktion den Namen des neuen Papstes Leo XIV.

## Mitgliedschaften
Mamberti ist Mitglied folgender Dikasterien der Römischen Kurie:
- Päpstlicher Rat der Seelsorge für die Migranten und Menschen unterwegs (seit 2007)[10]
- Kongregation für den Gottesdienst und die Sakramentenordnung (seit 2015)[11]
- Kongregation für die Selig- und Heiligsprechungsprozesse (seit 2015)[11]
- Kongregation für die Evangelisierung der Völker (seit 2017)[12]
- Päpstlicher Rat für die Gesetzestexte (seit 2020)[13]

## Ehrungen und Auszeichnungen
- 2007: Großkreuz des Verdienstordens der Italienischen Republik
- 2008: Großkreuz des Sterns von Rumänien
- 2009: Komtur der Ehrenlegion